# Eclipsa de Lună din 28 septembrie 2015
| Eclipsa totală de Lună din 28 septembrie 2015 | Eclipsa totală de Lună din 28 septembrie 2015 |
| --------------------------------------------- | --------------------------------------------- |
|                                               |                                               |
| Serie Saros (și membru)                       | 137 (28 din 81)                               |
| Durată (h:min:s)                              |                                               |
| Totală                                        | 1:11:55                                       |
| Parțială                                      | 3:19:52                                       |
| Prin penumbră                                 | 5:10:41                                       |
| Contacte (ora UTC)                            |                                               |
| P1                                            | 0:11:47                                       |
| U1                                            | 1:07:11                                       |
| U2                                            | 2:11:10                                       |
| Maximum                                       | 2:47:07                                       |
| U3                                            | 3:23:05                                       |
| U4                                            | 4:27:03                                       |
| P4                                            | 5:22:27                                       |

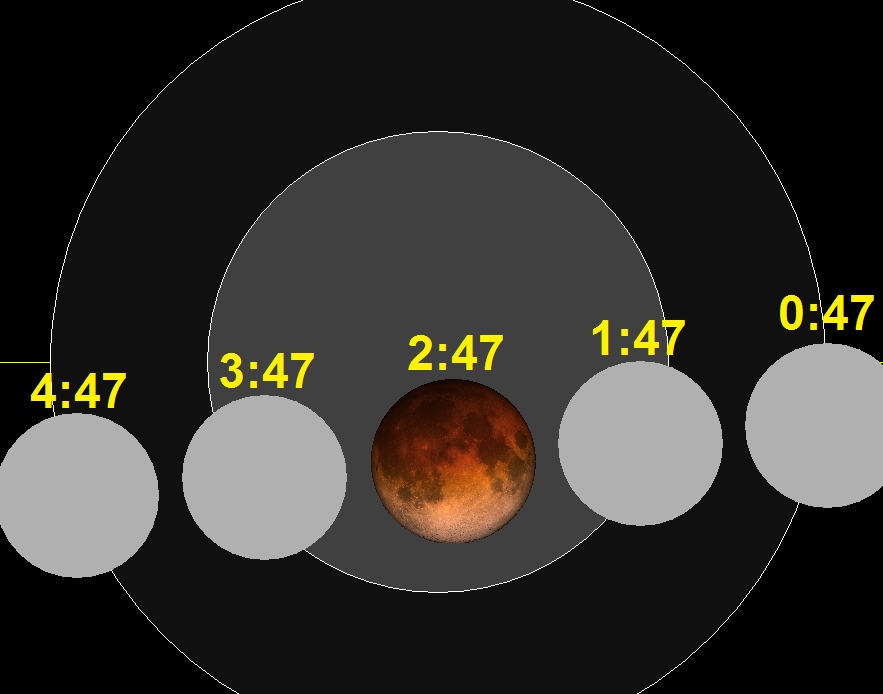
Eclipsa din 28 septembrie 2015

Eclipsa  de Lună din 28 septembrie 2015 este cea de a doua și ultima eclipsă de Lună din anul 2015.  Este o eclipsă totală.
Este ultima eclipsă din cea de a doua tetradă lunară din secolul al XXI-lea, adică dintr-o serie de patru eclipse totale consecutive care au loc la un interval de circa șase luni. Primele trei eclipse totale din această tetradă s-au produs la 15 aprilie 2014, la 8 octombrie 2014 și la 4 aprilie 2015.
Următoarele eclipse totale de Lună vor avea loc la 31 ianuarie și 27 iulie 2018.

## Vizibilitate
În situația în care condițiile atmosferice au fost prielnice, eclipsa a fost vizibilă de pe cea mai mare parte a Americilor, a Europei și a Africii. 
Maximul eclipsei s-a produs la ora 02:47:07 UTC / 04:47:08 TLR.

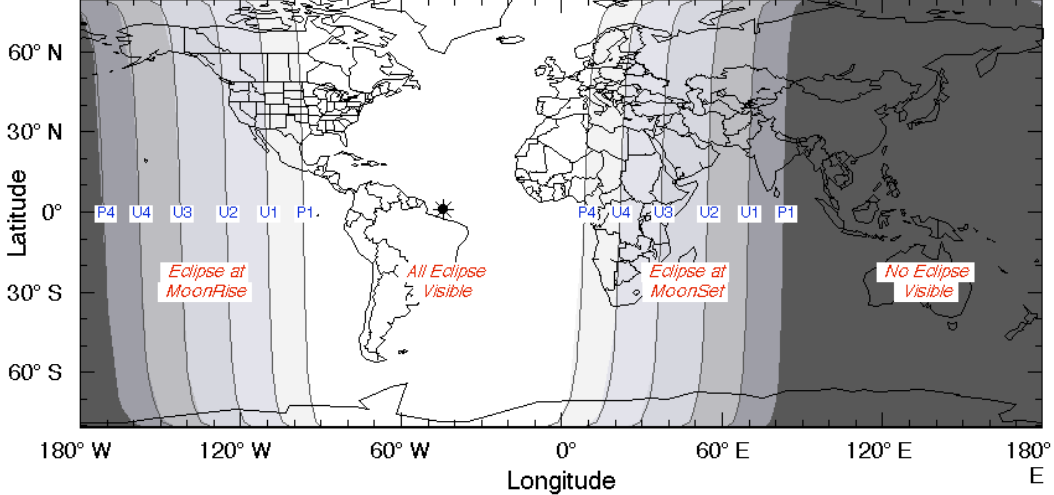
Zone de vizibilitateale diferitelor faze ale eclipsei.

Secvenţă animată cu diferite faze ale acestei eclipse.

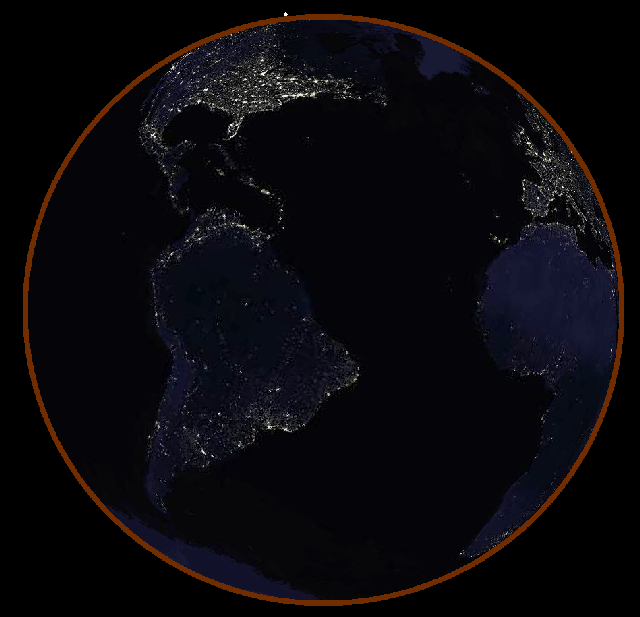
Terra văzută de pe Lună, în momentul de maxim al eclipsei.

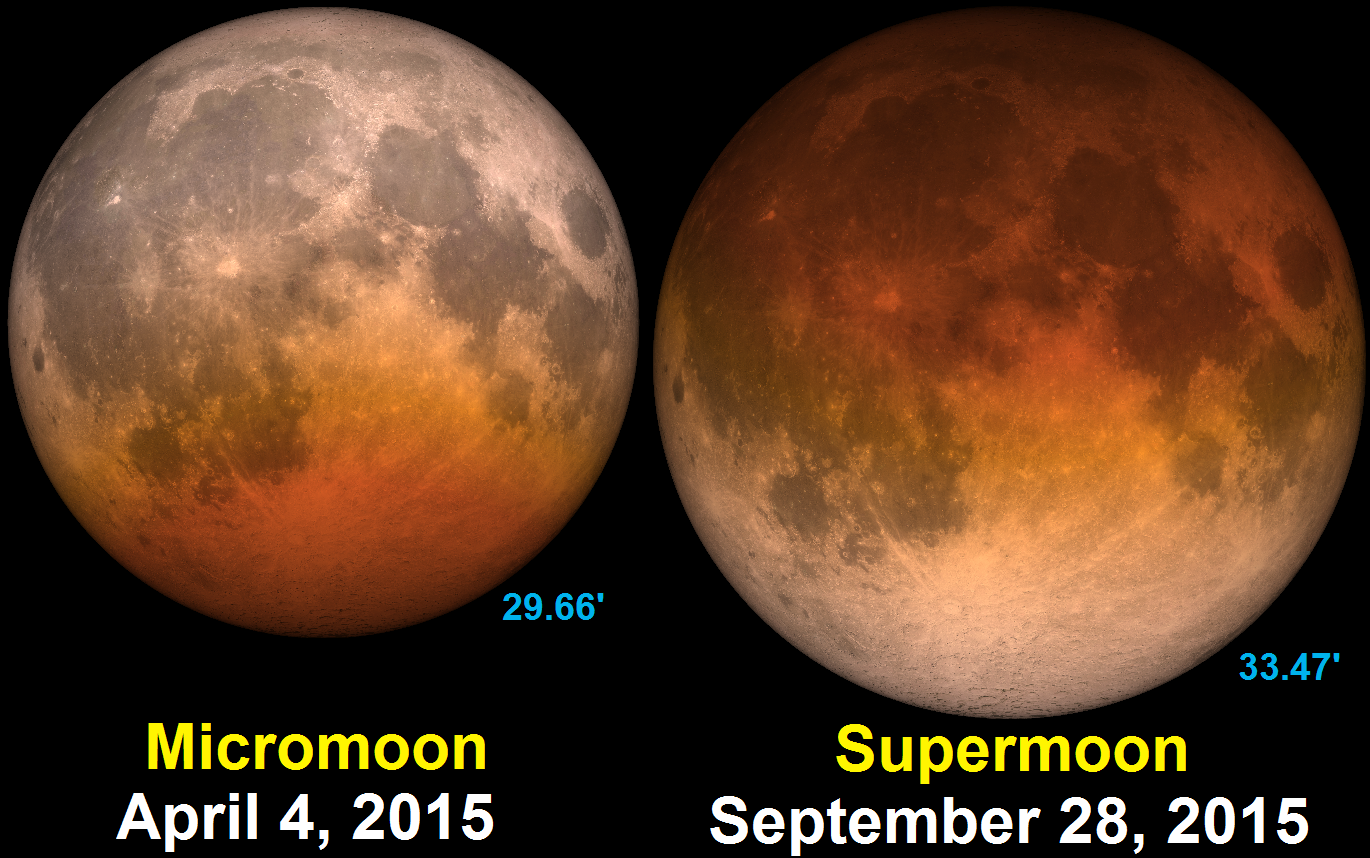
Comparaţie între dimensiunea aparentă a Lunii, la eclipsa de Lună din 4 aprilie 2015 și eclipsa de Lună din 28 septembrie 2015

Luna eclipsată la 28 septembrie 2015 avea diametrul aparent cu 12,9 % mai mare decât în cursul eclipsei de Lună din 4 aprilie 2015, măsurat la 29,66' față de 33,47' pentru ultima eclipsă totală de Lună din 2015, văzute din centrul Pământului.

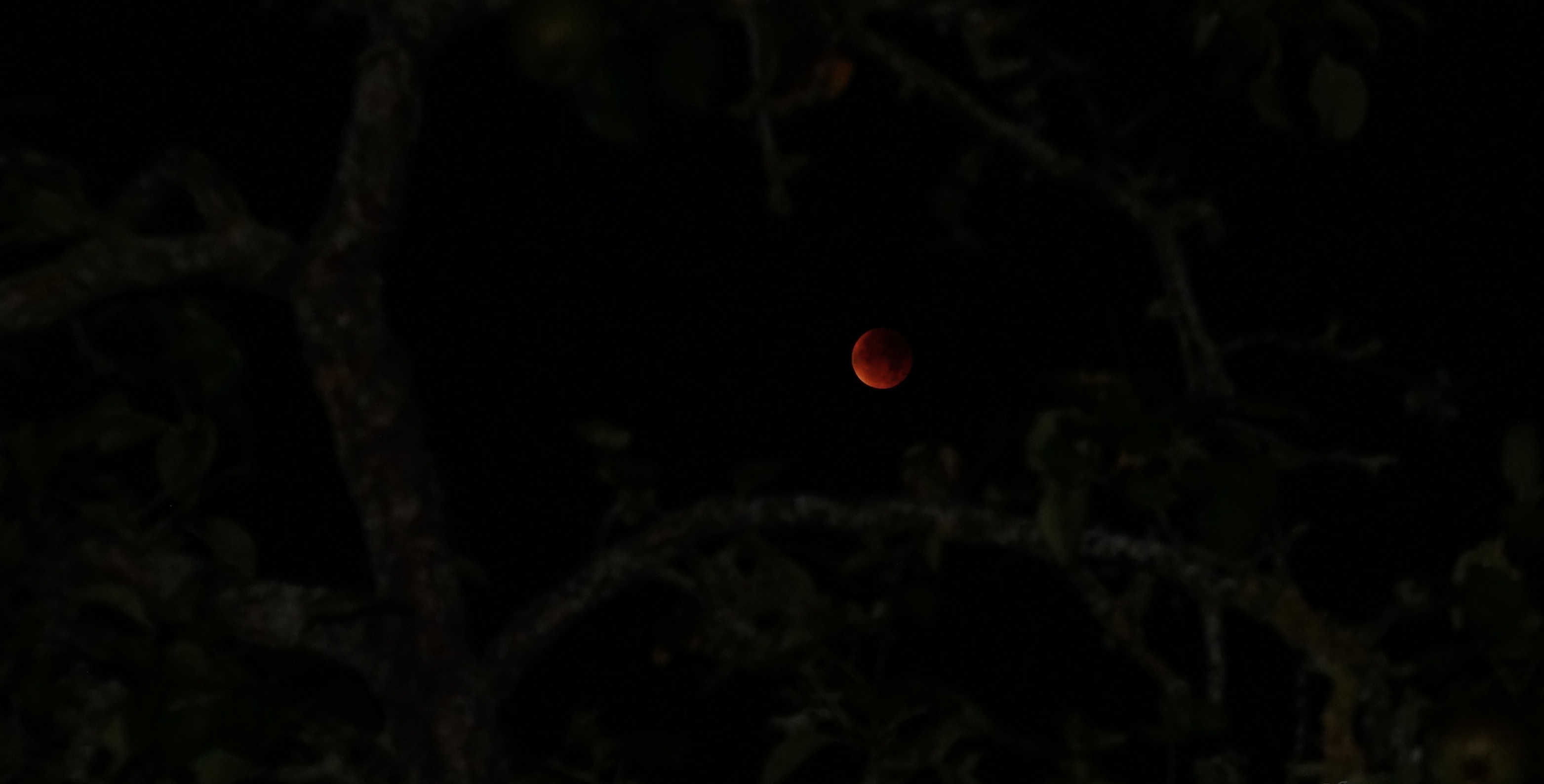
Eclipsa totală de Lună din 28 septembrie 2015, pe la ora 4 şi 47 minute UTC+2, văzută din departamentul francez Allier.